# إنفينيتي أي إكس
إنفينيتي أي إكس هي سيارة من إنتاج شركة نيسان موتورز.

## وصف السيارة
قامت شركة انفينيتي بإطلاق طراز اي اكس الجديد كلياً في معرض نيويورك الدولي للسيارات عام 2007 كسيارة تجريبية، لكنها بدأت ببيعها أولاً في أسواق الولايات المتحدة الامريكية عام 2008. ويصنف هذا الطراز ضمن فئة سيارات كروس اوفر ذات الحجم المدمج أو الصغير. سعر إنفينيتي إي إكس يتراوح بين 180500 و186000 ريال سعودي مايعادل 48100 و49500 دولار أمريكي.
الشكل الخارجي العصري واللافت لطراز انفينيتي اي اكس، يتمثّل بشبك أمامي كبير ذي خطوط متقاربة، مع أضواء أمامية تعمل بتقنية زينون ، مشدودة إلى الأعلى ومصممة بعناية لتلائم تصميم الخطوط الممتدة على جانبيّ السيارة. وللتأكيد على المظهر الرياضي، تقف اي اكس على  إطارات معدنية قياس 18 انش مصنوعة من الألومنيوم.
تتمتع انفينيتي اي اكس من الخلف بزجاج كبير مدمج مع باب صندوق الأمتعة ذي التصميم العصري، أما الأضواء الخلفية الطويلة فتعمل بتقنية LED، بينما ينقسم الصادم الخلفي إلى قسمين، الطرف العلوي يحتوي على أضواء الضباب الخلفية مع مجسات الاستشعار، ويتميز القسم السفلي بلون مختلف عن لون السيارة ويحتوي على فتحتي عادم مغطيتين بالكروم.
المقصورة الداخلية في طراز انفينيتي اي اكس مزيّنة بخشب القيقب والجلد الفاخر، وتوفّر عدداً من وسائل الراحة الترفيهية مثل تقنية بلوتوث لاجراء المكالمات دون رفع اليدين عن عجلة القيادة ومداخل أجهزة ايبود ، أما الكونسول الوسطي فيحتوي على شاشة عرض واضحة تعمل باللمس تعرض جميع المعلومات المتعلقة بالسيارة، مثل نظام الملاحة، والراديو والنظام الموسيقي، ونظام مساعدة السائق على الاصطفاف. كما ويوجد ايضا على الكونسول أزرار للتحكم بالتكييف، وساعة في المنتصف لإضفاء  لمسة من الفخامة.
ويرتبط مشغل الاسطوانات مع نظام صوتي عالي الاداء من نوع BOSE مع قرص صلب لحفظ الملفات بسعة 9.3 غيغا بينما يمكن استخدام الأزرار على عجلة القيادة للتحكم بالوظائف الاساسية للنظام الترفيهي ومثبت السرعة. وزودت انفينيتي اي اكس بجيوب صغيرة للتخزين تتوزّع في أرجاء المركبة، مثل حافظة النظارات وصندوق القفازات الواسع.
تتوفر العديد من الألوان المميزة في إصدارات انفينتي وتتصف بالثبات وقوة اللمعان